# Veronica Schildt Bendjelloul
Pia Veronica Schildt Bendjelloul, född 20 maj 1944 i Finska församlingen i Stockholm, är en svensk översättare.
Efter studentexamen vid Nya Elementarskolan för flickor i Stockholm 1964 studerade hon vid Stockholms universitet där hon blev filosofie kandidat 1971.
Som översättare har hon arbetat med bland annat de tecknade serierna Isabelle och Lucky Luke samt med Agatha Christie-deckare. Hon har bland annat gett Ratata dess svenska namn; 1971 utkom den svenska översättningen av Dalton City, det första album med Ratata som gavs ut på svenska.

## Familj
Bland Veronica Schildt Bendjellouls släktingar märks ett flertal skådespelare. Hennes far Henrik Schildt, farbror Jurgen Schildt, bror Peter Schildt och halvbror Johan Schildt är etablerade teater- och filmnamn. Farfadern Holger Schildt grundade Schildts förlag.
Veronica Schildt Bendjelloul är sedan 1969 gift med förre överläkaren vid lasarettet i Helsingborg Hacène Bendjelloul (född 1939) från Algeriet. Med honom har hon sönerna Johar (född 1975), TV- och radioprofil, och Malik (1977–2014), Oscarsbelönad filmregissör.